# Катастрофа Boeing 707 в Кередже
Катастрофа Boeing 707 в Кередже — авиационная катастрофа, произошедшая 14 января 2019 года с Boeing 707-3J9C авиакомпании Saha Airlines, направлявшимся в аэропорт Пайам в Иране. 15 из 16 человек на его борту погибли. На момент катастрофы борт EP-CPP оставался последним в мире лайнером Boeing 707, используемым для коммерческих перевозок.

## Рейс
Самолёт выполнял международный грузовой рейс, перевозя мясо из Бишкека в Кередж.
Самолёт совершил аварийную посадку в 8:30 утра по местному времени на авиабазе «Аль-Фатх», причём некоторые источники утверждают, что самолёт приземлился там по ошибке. Для Boeing 707 требуется взлётная полоса длиной более 2500 м, длина же взлётно-посадочной полосы на авиабазе «Аль-Фатх» составляет 1300 метров. Также сообщалось о плохих погодных условиях.
Самолёт выкатился за пределы ВПП, врезался в стену и остановился после столкновения с домом. Дом был пустым на момент аварии, и на земле никто не пострадал.

## Жертвы
Пятнадцать из шестнадцати человек на борту погибли. Выжил только бортинженер Фаршад Махдавинежад (англ. Farshad Mahdavinejad), который был доставлен в больницу в критическом состоянии.

## Расследование
Спасатели обнаружили бортовой самописец и передали его специалистам для расшифровки.